# Коста-дель-Асаар
Коста-дель-Асаар (испанский: [ˈkosta ðel aθaˈaɾ]) совпадает с береговой линией провинции Кастельон, граничит с Коста-де-Валенсия и Коста-Дорада. Свое наименование («берег апельсиновых цветов») оно приобрело благодаря многочисленным апельсиновым рощам, которые появились тут во времена арабского владычества.

## Транспорт
Ближайшие аэропорты расположились в Валенсии и Барселоне. Внутри региона можно путешествовать на автобусах, поездах и электричках.

## Климат
Основная масса туристов приезжают на Коста-дель-Асаар с июля по октябрь, так как температура воздуха в это время находится на уровне +30°С. Однако уже в мае столбик термометра поднимается до +25°С, а в самый холодный месяц (январь) опускается лишь до +12°С.

## Пляжи
Покрыты песком среднего размера. Отдыхающих здесь меньше, чем на Коста-Бланка или Коста-Брава, поэтому на пляжах почти никогда не бывает слишком тесно.

## Известные города
- Валенсия,
- Кастельон-де-ла-Плана
- Беникасим
- Оропеса-дель-Мар
- Пеньискола,
- Беникарло,
- Винарос,

## Достопримечательности[источникне указан 3009 дней]
- Собор Валенсии (тут хранится Священный Грааль),
- Замок Пеньискола, бывшая резиденция Бенедикта XIII
- Парк Рибальта (Кастельон-де-ла-Плана).